# Brug 1352
Brug 1352 is een bouwkundig kunstwerk in Amsterdam-Zuidoost.
De brug maakt deel uit van het voet- en fietspadensysteem in de wijk Gein I-IV. Die wijken werden ingericht rond 1982. Zelfstandig architect Dirk Sterenberg ontwierp vanuit Hoorn voor de Dienst der Publieke Werken talloze bruggen alleen bestemd voor voetgangers en fietsers, zo ook deze brug 1352. Zij ligt nabij een knooppunt in het voet- en fietspadenstelsel. Ze ligt in wezen in het kilometerslange Kelbergenpad, dat Zuidoost van noord naar zuid doorsnijdt en in Gein begeleid wordt door een watergang. Ter plaatse van het water-, voet- en fietsknooppunt met de Snellerwaardgracht in deze S-buurt wisselt het voet- en fietspad van oever; in het noorden ligt het westelijk van de begeleidende watergang, in het zuiden oostelijk daarvan.
Brug 1352 is er één vanuit een serie die allemaal hetzelfde uiterlijk hebben. Per twee pijlers is er een aan de onderzijde een afgerond juk geplaatst die de liggers draagt. De brug kreeg in 1982 stevige dikke houten balken als leuning en ook de borstweringen zijn elders in Gein bij tientallen bruggen te vinden, zoals bij de Jean-Paul Sartrebrug (brug 1264) en brug 1358. Brugdek en leuningen waren niet bestand tegen het Nederlandse weer. De bovenbouw, origineel bestaand uit witte beschilderde balken, werd begin 21e eeuw vervangen door slankere leuningen naar model van Haasnoot Bruggen, die relatief veel bruggen bouwde en vernieuwde in Amsterdam.   
<<< · 1301 · 1302 · 1303 · 1304 · 1305 · 1306 · 1307 · 1308 · 1309 · 1311 · 1312 · 1313 · 1314 · 1315 · 1316 · 1317 · 1319 · 1320 · 1321 · 1322 · 1323 · 1324 · 1325 · 1326 · 1327 · 1328 · 1329 · 1330 · 1331 · 1332 · 1333 · 1334 · 1335 · 1336 · 1337 · 1338 · 1339 · 1340 · 1342 · 1343 · 1344 · 1345 · 1346 · 1347 · 1348 · 1349 · 1350 · 1351 · 1352 · 1353 · 1354 · 1355 · 1356 · 1357 · 1358 · 1359 · 1360 · 1361 · 1362 · 1363 · 1364 · 1365 · 1366 · 1367 · 1368 · 1373 · 1375 · 1376 · 1377 · 1378 · 1379 · 1380 · 1381 · 1382 · 1383 · 1384 · 1385 · 1386 · 1387 · 1388 · 1389 · 1390 · 1391 · 1392 · 1396 · 1397 · 1398 · 1399 · >>>
Brugnummers 1300, 1318, 1341, 1369-1372, 1374, 1393, 1394, 1395 zijn niet vergeven. 1310 is gesloopt; brug 1318 is nooit gebouwd in verband met niet aanleggen Veenendaaldreef.